# ZAM-41
ZAM 41 – pierwszy polski komputer do przetwarzania danych zaprojektowany w Instytucie Maszyn Matematycznych (IMM) w Warszawie, a produkowany przez Zakład Doświadczalny Instytutu.
Był jedynym produkowanym seryjnie modelem rodziny komputerów do przetwarzania danych opracowanym przez IMM na polecenie rządu z roku 1961. Prace nad pozostałymi: minikomputerem ZAM-11 i największym ZAM-51 nie zostały ukończone. Wykonano jedynie 2 lub 3 maszyny prototypowe ZAM-21.
Komputer często umieszczano w dwóch albo trzech pomieszczeniach rozdzielonych przeszklonymi ściankami. Wydzielano pomieszczenie dla wymagających stałej temperatury i wyższej czystości pamięci taśmowych. W oddzielnym pomieszczeniu umieszczona była bardzo hałaśliwa drukarka wierszowa.

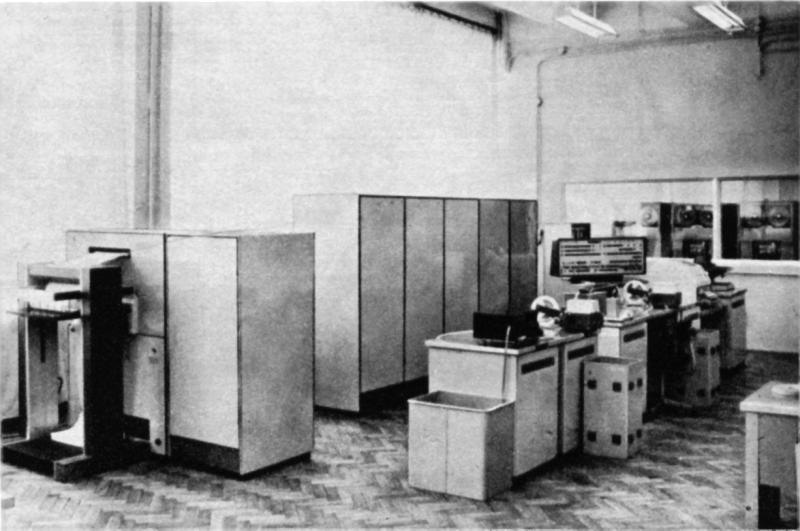
Z przodu po lewej: drukarka wierszowa
pod ścianą: jednostka centralna z pamięcią bębnową
za szybami: jednostki pamięci taśmowej PT-2
na środku biurko z modułów od lewej:
czytnik taśmy dziurkowanej
dwa perforatory taśmy dziurkowanej
dalekopis jako monitor
nad biurkiem pulpit

## Dane[1]
- rodzina: ZAM
- typ: komputer II generacji zbudowany na selekcjonowanych germanowych tranzystorach stopowych TG1 produkowanych w Tewie (pakiety typu S-400)
- organizacja:
  - arytmetyka binarna, zapis liczb znak-moduł[2]
  - słowo maszynowe długości 24 bitów podzielone na 4 znaki po 6 bitów i 3 znaki po 8 bitów
  - liczby:
    - krótkie – 24 bity
    - długie – 48 bitów
    - zmiennoprzecinkowe – 48 bitów

  - rozkazy jednoadresowe z 15-bitowym adresem[3]
  - zestaw znaków nie zawierał małych liter
  - programowy zmienny przecinek realizowany przez ekstrakody (brak rozkazów zmiennoprzecinkowych realizowanych sprzętowo)
- prędkość:
  - ponad 30 000 rozkazów stałoprzecinkowych na sekundę
  - cykl odczytu pamięci operacyjnej: 6 lub 10 µs[4]
  - czas dostępu: 3,5 lub 6 µs[4]
- pamięć operacyjna:
  - ferrytowa na rdzeniach o średnicy 2 mm, 24 bitowa + bit parzystości
  - od 8 do 256 Ksłów (w modułach po 8 Ksłów)
  - 32 k adresowane bezpośrednio, a pozostałe pośrednio lub z zastosowanie B-modyfikacji (rejestru indeksowego)
- szafy jednostki centralnej i pamięci bębnowej o wymiarach 1700x680x680 mm[5]
- wyprodukowano łącznie: 16 szt.

### Urządzenia we-wy
- monitor – dalekopis
- czytnik taśmy pięciokanałowej
- perforator taśmy pięciokanałowej
- czytnik kart dziurkowanych
- drukarka wierszowa.

### Pamięć masowa
- pamięć taśmowa – jednostki pamięci PT-2 z jednostką sterującą
- od 1 do 4 modułów z pamięci bębnowej PB-5 o pojemności 32 Ksłów każdy (przy pojemności 64 Ksłów ok. 42 Ksłów przeznaczonych dla programu)
- z jednym komputerem był używany prototyp pamięci bębnowej PB-6 o pojemności 20 mln bitów (ok. 800 Ksłów).

### Wieloprogramowość
- 2 programy w trybie wsadowym; rzadko wykorzystywana.

### Oprogramowanie

#### Systemy operacyjne
- SO (system operacyjny): SO 41, SO 141 (wsadowy), SO 241
- TRAN – czasu rzeczywistego.

#### Języki programowania
- PJEG (asembler przeznaczony dla twórców oprogramowania)
- JOM
- SAS 41 (makroasembler)
- algorytmiczne:
  - SAKO
  - Algol
- przetwarzania danych:
  - EOL – język do przetwarzania informacji tekstowej
  - COBOL
- symulacyjne:
  - CEMMA – język do symulacji procesów ciągłych
  - ZAM-GPSS – język do symulacji procesów dyskretnych
  - Astek – język opisu i obróbki statystycznej
- przewidziane w projekcie lecz niezrealizowane
  - FORTRAN IV.

## Zachowane
Brak.